# 1-ва бронетанкова дивизия (Полша)
1-ва бронетанкова дивизия е полско съюзническо военно формирование от Втората световна война.

## История
Дивизията е сформирана на 25 февруари 1942 г. по заповед на върховния главнокомандващ на полските сили във Великобритания, генерал Владислав Сикорски. Командвана е от генерал Станислав Мачек и наброява около 16 000 войника.

## Боен път
В края на юли 1944 дивизията на Мачек пристига във Франция, където е под ръководството на 1-ва канадска армия, ставайки нейната основна ударна сила. Няколко дни по-късно дивизията участва в танкова битка край Кан, а скоро след това – и при Фалез, където се сблъсква с елитните СС дивизии „Адолф Хитлер“ и „Хитлерюгенд“. Попадайки в обкръжение, германските сили се опитват да се измъкнат от Фалезкия котел, създаден от англо-американските войски. Най-слабото място в защитата на съюзниците е мястото в близост до Монт-Ормел, през което германците опитват пробив. По пътя си те се изправат срещу полските части. В резултат на тридневните боеве, и двете страни претърпяват тежки загуби. Германците, които изоставят цялата си бронетехника, успяват да се измъкнат от обкръжението. Танкистите на Мачек пленяват около 5 хиляди есесовци. Сред тях, както и сред другите затворници, заловени от съюзниците във Франция, има и значителен брой от полски произход, които се присъединяват към силно оределия състав на дивизията.
След кратък отдих, 1-ва полска бронетанкова дивизия продължава да напредва по крайбрежието. Заедно с канадците, тя участва в освобождението на Белгия и Холандия. На 6 май 1945 г. танкистите приемат капитулацията на гарнизона на базата на немската Кригсмарине във Вилхелмсхафен.